# Нью-Брансвік (Нью-Джерсі)
Нью-Брансвік (англ. New Brunswick) — місто (англ. city) в США, в окрузі Міддлсекс штату Нью-Джерсі. Населення — 55 266 осіб (2020).
Місто розташоване на залізничній лінії Northeast Corridor, яка обслуговує Північно-східний мегаполіс, за 43 км на південний захід Мангеттена на південному березі річки Рарітан. Входить до складу агломерації Нью-Йорка.

## Географія
Нью-Брансвік розташований за координатами 40°29′12″ пн. ш. 74°26′40″ зх. д. / 40.48667° пн. ш. 74.44444° зх. д. (40.486677, -74.444414). За даними Бюро перепису населення США в 2010 році місто мало площу 14,99 км², з яких 13,54 км² — суходіл та 1,46 км² — водойми.

### Клімат
| Клімат : Нью-Брансвік | Клімат : Нью-Брансвік | Клімат : Нью-Брансвік | Клімат : Нью-Брансвік | Клімат : Нью-Брансвік | Клімат : Нью-Брансвік | Клімат : Нью-Брансвік | Клімат : Нью-Брансвік | Клімат : Нью-Брансвік | Клімат : Нью-Брансвік | Клімат : Нью-Брансвік | Клімат : Нью-Брансвік | Клімат : Нью-Брансвік | Клімат : Нью-Брансвік |
| Показник              | Січ.                  | Лют.                  | Бер.                  | Квіт.                 | Трав.                 | Черв.                 | Лип.                  | Серп.                 | Вер.                  | Жовт.                 | Лист.                 | Груд.                 | Рік                   |
| Середній максимум, °C | 4,0                   | 5,8                   | 10,3                  | 16,5                  | 22,1                  | 27,1                  | 29,8                  | 28,8                  | 25,2                  | 18,9                  | 13,0                  | 6,7                   | 17,4                  |
| Середній мінімум, °C  | −5,7                  | −4,7                  | −0,8                  | 4,6                   | 9,8                   | 15,6                  | 18,3                  | 17,5                  | 12,8                  | 6,1                   | 1,9                   | −2,7                  | 6,1                   |
| Норма опадів, мм      | 92                    | 73                    | 106                   | 107                   | 106                   | 112                   | 129                   | 105                   | 115                   | 97                    | 97                    | 103                   | 103                   |
| Днів з опадами        | 10,7                  | 9,2                   | 10,5                  | 11,8                  | 12,2                  | 11,2                  | 10,4                  | 9,3                   | 8,7                   | 8,9                   | 9,5                   | 9,9                   | 122,3                 |
| Днів зі снігом        | 4,6                   | 3,7                   | 2,3                   | 0,4                   | 0                     | 0                     | 0                     | 0                     | 0                     | 0                     | 0,3                   | 2,2                   | 13,5                  |
| --------------------- | --------------------- | --------------------- | --------------------- | --------------------- | --------------------- | --------------------- | --------------------- | --------------------- | --------------------- | --------------------- | --------------------- | --------------------- | --------------------- |
| Джерело: NOAA         |                       |                       |                       |                       |                       |                       |                       |                       |                       |                       |                       |                       |                       |

## Демографія
Згідно з переписом 2010 року, у місті мешкала 55 181 особа в 14 119 домогосподарствах у складі 7750 родин. Було 15053 помешкання
Расовий склад населення:
| - 45,4 % — білих - 16,0 % — чорних або афроамериканців - 7,6 % — азіатів - 0,9 % — корінних американців - 25,6 % — осіб інших рас |

До двох чи більше рас належало 4,4 %. Частка іспаномовних становила 49,9 % від усіх жителів.
За віковим діапазоном населення розподілялося таким чином: 21,1 % — особи молодші 18 років, 73,7 % — особи у віці 18—64 років, 5,2 % — особи у віці 65 років та старші. Медіана віку мешканця становила 23,3 року. На 100 осіб жіночої статі у місті припадало 105,0 чоловіків; на 100 жінок у віці від 18 років та старших — 105,3 чоловіків також старших 18 років.
Середній дохід на одне домашнє господарство становив 52 154 долари США (медіана — 38 435), а середній дохід на одну сім'ю — 53 400 доларів (медіана — 37 359). Медіана доходів становила 27 547 доларів для чоловіків та 26 652 долари для жінок. За межею бідності перебувало 34,7 % осіб, у тому числі 40,5 % дітей у віці до 18 років та 27,5 % осіб у віці 65 років та старших.
Цивільне працевлаштоване населення становило 23 448 осіб. Основні галузі зайнятості: освіта, охорона здоров'я та соціальна допомога — 16,3 %, науковці, спеціалісти, менеджери — 16,1 %, мистецтво, розваги та відпочинок — 13,1 %, виробництво — 12,7 %.

## Уродженці
- Майкл Дуглас (* 1944) — американський актор та кінопродюсер.
- Вуді Джонсон (* 1947) — американський бізнесмен, філантроп і дипломат, посол Сполучених Штатів у Великій Британії з 2017 року.